# Lithacodia syggenes
Lithacodia syggenes là một loài bướm đêm trong họ Noctuidae.